# بلودي ماري (مشروب)

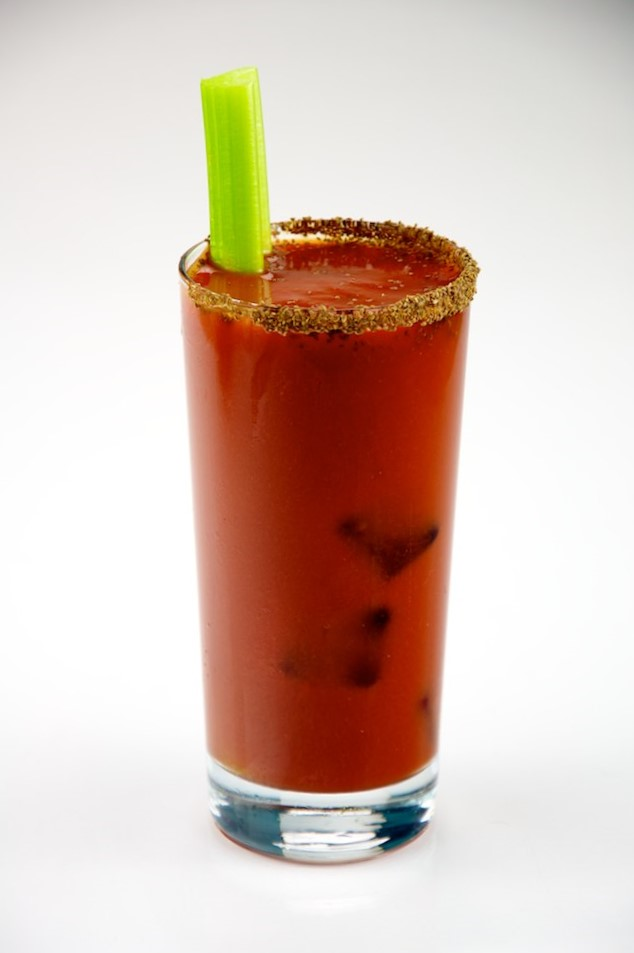
شراب بلودي ماري مزخرف بالكرفس ومُقدم مع مكعبات الثلج في كأس هايبول.

بلودي ماري (بالإنجليزية: Bloddy Mary)‏ عبارة عن كوكتيل يحتوي على الفودكا وعصير الطماطم ومزيج من التوابل والنكهات الأخرى بما في ذلك صلصلة ورشستر وشطة والثوم والأعشاب وفجل الخيل الريفي والكرفس والزيتون والملح والفلفل الأسود وعصير الليمون و / أو الكرفس المالح. في الولايات المتحدة، يتم تناوله عادة في الصباح أو في وقت مبكر من بعد الظهر، وهو شائع كعلاج صداع الكحول (خمار).
اخترع مشروب البلودي ماري في عشرينيات أو ثلاثينيات القرن العشرين. هناك نظريات مختلفة عن أصل الشراب، وكذلك أصل اسمه. له العديد من المتغيرات، وأبرزها ريد سنابر، وماري ماري، وسيزار، وميشيلادا.